# Атоян, Роберт Варткесович
Роберт Вардгесович Атоян (арм. Ռոբերտ Վարդգեսի Աթոյան, 1935—2015) — доктор технических наук (1979), профессор (1983). Академик и член Президиума АН Армении (1986), член Общественного Совета Республики Армения. Лауреат Государственной премии и Ленинской премий СССР. Академик Международной академии информатизации(1994). Специализировался в ЭВМ и информационно-вычислительных комплексах, автоматизированных системах управления.

## Биография
Родился 29 ноября 1935 года, в Горисе (Армянская ССР).
В 1958 году окончил электротехнический факультет Ереванского политехнического института имени К. Маркса (ЕрПИ). В том же году Р. В. Атоян начинает работать техником в Ереванском НИИ математических машин . С 1977 по 1992 год являлся первым заместителем директора по научной работе ЕрНИИММ. С 1963 года был заместителем главного конструктора, а с 1970 года — главным конструктором по созданию специализированных вычислительных комплексов и АСУ спецназначения. С 1989 года — первый заместитель директора НПО «Севан»(Ереван). В 1992 году становится директором Ереванского НИИ автоматизированных систем управления.
В 1974 году защитил кандидатскую диссертацию, в 1979 году — докторскую, в 1982-м получил учёное звание профессора, в 1983 году стал членом−корреспондентом Академии наук Республики Армении, в 1986 году — её действительным членом, в 1994 году — стал академиком Международной академии информатизации.
В 1982−1985 годах был профессором Государственного инженерного университета Армении (ГИУА), затем, в 1985−1994 годах, заведующим кафедрой «Электронная техника». С 1989 года был председателем спецсовета при ЕрНИИММ по присуждению учёных степеней кандидата и доктора технических наук. Входил в спецсовет при Институте проблем информатики и автоматизации НАН РА. В 1994 году стал профессором кафедры «Автоматизированных систем управления»

## Научная деятельность
Автор более 100 работ в области вычислительной техники и АСУ, в том числе двух книг. Создатель уникальных специализированных вычислительных комплексов: СВК — в 1973 году и «Севан» — в 1987 году. По его руководством разрабатываются территориальные иерархические АСУ специального назначения.

## Награды и звания[8]
- Государственная премия Армянской ССР (1976).
- Ленинская премия (1981).
- Заслуженный деятель науки Республики Армения (3.09.2011)[9].
- Орден Трудового Красного Знамени.
- Почётная грамота Верховного Совета Армянской ССР.
- Памятная медаль премьер-министра Республики Армении(2010)[10].